# بيت جعفر (الحيمة الداخلية)

تعديل مصدري - تعديل

بيت جعفر هي إحدى قرى عزلة بلاد القبائل بمديرية الحيمة الداخلية التابعة لمحافظة صنعاء، بلغ تعداد سكانها 124 نسمة حسب تعداد اليمن لعام 2004.